# Personne (grammaire)
 (octobre 2020).
Si vous disposez d'ouvrages ou d'articles de référence ou si vous connaissez des sites web de qualité traitant du thème abordé ici, merci de compléter l'article en donnant les références utiles à sa vérifiabilité et en les liant à la section « Notes et références ».
Pour les articles homonymes, voir Personne.
En linguistique et en grammaire, la personne représente le trait grammatical décrivant le rôle qu'occupent les acteurs d'un dialogue (émetteur, récepteur, référents extérieurs au dialogue). Les verbes, les déterminants et pronoms personnels, principalement, sont concernés par la distinction de personne. Les noms peuvent aussi l'être, surtout dans les cas de possession indiquée par un suffixe personnel. En celtique, de plus, les prépositions peuvent aussi se fléchir selon la personne.

## Distinctions fondamentales
Ces distinctions de personnes se retrouvent dans toutes les langues connaissant des distinctions de personnes.
On distingue trois personnes :
- la première correspond au locuteur (l'émetteur), à celui qui s'exprime directement : en français, elle pourra être représentée par des pronoms comme je, moi, mon ;
- la seconde est l'interlocuteur (le récepteur), celui à qui le message est destiné : tu, toi, ton ;
- la troisième est toute personne ou chose dont on parle et qui ne participe pas au dialogue : il / elle / on, lui / elle, son.

Ces personnes varient en nombre :
- 1re personne du pluriel → un ensemble de personnes auxquelles appartient le locuteur : « nous » (en tant que groupe dans lequel l'interlocuteur est ou non compris ; voir plus bas à « Nous inclusif / exclusif ») ;
- 2e personne du pluriel → un ensemble des personnes (présentes ou non) auxquelles s'adresse le locuteur : « vous » ;
- 3e personne du pluriel → un ensemble de personnes ou de choses dont on parle : ils / elles, eux.

## Formes impersonnelles
Quand un terme ou une construction dénotant normalement une personne ne l'indique pas, on parle d'une forme impersonnelle.
Il existe en français trois modes impersonnels :
- l'infinitif
- le participe
- le gérondif

Ces modes en effet ne s'accordent pas en personne mais en nombre ou en genre.
Il existe aussi des tournures impersonnelles se présentant comme des formes personnelles.
- en français, ce rôle est tenu par la troisième personne du singulier masculin : il faut, il neige, il me semble, voire il y a. Ni on ni elle ne peuvent s’y substituer. On retrouve là l’origine des genres grammaticaux, qui n'ont rien de sexué : il ne marque pas le masculin mais le genre non marqué.
- en latin (au passif impersonnel) : videtur (« il est vu » ou « on voit » ou encore « il semble »).

## Distinctions annexes
Ces distinctions sont propres à certaines langues ou familles de langues. Un bon nombre concerne principalement les marques de politesse.

### Possession
Les déterminants possessifs dépendent de la personne. Leur fonctionnement, cependant, varie d'une langue à l'autre. En français, par exemple, les possessifs s'accordent en personne avec le possesseur, et en genre et en nombre avec l'objet possédé (dans « la queue du chat », « la queue » est le possédé, « le chat » le possesseur, dans « mon chat », « je » non exprimé est le possesseur, « chat » le possédé). Ainsi, on dit « ma pomme » mais « mon chat ».
L'anglais, cependant, ne distingue pas le genre au moyen des possessifs sauf à la troisième personne. Cette fois-ci, ils s'accordent au genre du possesseur : his apple « sa pomme (à lui) », her apple « sa pomme (à elle) », its apple « sa pomme (à un inanimé, comme un arbre) ».
Dans nombre de langues, comme le turc ou encore les langues sémitiques, il n'existe pas de déterminants possessifs mais un jeu de suffixes personnels dérivés des désinences verbales. En sorte, on assiste à une forme de conjugaison du nom. Par exemple, en turc les suffixes personnels verbaux sont :
- 1re personne (sg. / pl.) : -im / -iz ;
- 2e personne : -sin / -siniz ;
- 3e personne : -Ø / -diler ou lerdi.

Les suffixes possessifs leur sont proches :
- 1re : -im / -imiz ;
- 2e : -in / -iniz ;
- 3e : - i / -leri.

Ainsi, sur göz, « œil », on obtient (les voyelles s'adaptant par harmonie vocalique) : göz-üm (« mon œil »), göz-ün (« ton œil »), göz-ü (« son œil »), etc.
L'arabe fait de même, bien que ses suffixes possessifs (ou pronoms enclitiques) ne soient pas autant raccordés aux désinences verbales qu'en turc :
| Personne   | Singulier | Pluriel | Duel  |
| ---------- | --------- | ------- | ----- |
| 1re        | -(n)ī     | -nā     | ─     |
| 2e (masc.) | -ka       | -kum    | -kumā |
| 2e (fém.)  | -ki       | -kunna  |       |
| 3e (masc.) | -hu       | -hum    | -humā |
| 3e (fém.)  | -hā       | -hunna  |       |

On remarque de plus que ces suffixes dépendent du genre du possesseur, sauf à la première personne.

### Tutoiement et vouvoiement
La distinction T(u)-V(ous) — ou « distinction entre le tutoiement et le voussoiement / vouvoiement » — est un concept grammatical et linguistique familier aux locuteurs des langues romanes, germaniques (sauf dans l'anglais courant) et slaves.
Il s'agit d'une opposition entre deux deuxièmes personnes (servant à s'adresser à un interlocuteur), le premier (tutoiement : « tu, te, toi, ton », etc.) utilisé pour les proches ou dans un registre de langue familier (voire insultant par sa familiarité) et le second (vouvoiement : « vous, votre ») pour les personnes auxquelles on doit un certain respect, ce qui peut comprendre les inconnus, les supérieurs, les personnes âgées, etc.

### Autres expressions personnelles de la politesse

#### «Sa» majesté
Quelques faits notables se présentent dans certaines langues quand il s'agit de s'adresser à un très haut dirigeant ou dignitaire (un roi, un pape, un empereur, etc.) appartenant au clergé ou à la noblesse.
On pourra en effet employer une troisième personne du singulier précédée d'expressions comme Sa Majesté ou Son Altesse, appellatifs dont le genre n'importe pas (on peut appeler un homme « Sa Majesté ») et que l'on retrouve quand on parle de ces personnes :
- « Son Altesse désire-t-elle une tasse de thé ? « Monseigneur prendra-t-il une verveine ? » ;
- « on aurait vu Son Altesse la reine M.* de G.* boire une tasse de thé en compagnie de Monseigneur V., lequel aurait pris une verveine ».

Parfois, c'est un déterminant possessif de 2e personne polie qui s'utilise : « Que désire Votre Altesse ? ».
Les mêmes catégories de personnes peuvent aussi s'exprimer à la troisième personne (en plus, souvent, d'une forme de pluriel de majesté) : « Nous désirerions que vous laissiez Son Altesse tranquille » (où « Son Altesse » désigne bien le locuteur, « nous », mis pour « je »), « il plaît à Sa Majesté d'agir ainsi ».

#### Pluriel / Singulier de majesté / de modestie
Dans plusieurs langues européennes, dont le français, on peut observer l'usage de la 1re personne du pluriel par un souverain, une personnalité religieuse, une institution ou une administration de façon à s'auto-désigner. En français, les mots dépendant de ce pronom pluriel peuvent rester au singulier. Ainsi : « Nous sommes fier de vous » pour « Je suis fier de vous » (dit par un roi à l'un de ses sujets, par exemple). Le catalan, quant à lui, possède un pronom archaïque nós de première personne du pluriel servant aux dignitaires et rois. On parle quelquefois aussi de pluriel d'emphase.
Au contraire, dans la langue latine, il n'est pas rare que l'auteur s'exprime aussi au pluriel, mais ici dans un but supposé de modestie, quand il parle de lui. L'usage est resté dans la langue soutenue et scolaire : « Dans la première partie de cette dissertation, nous montrerons que Cicéron… » pour « Dans la première partie de cette dissertation, je montrerai que Cicéron... ». C'est un pluriel similaire qu'on trouve dans la littérature moderne pour des personnages ─ souvent féminins ─ voulant atténuer par modestie ou par réserve leurs propos[réf. nécessaire].
Enfin, le français utilise outre nous pour la première personne du pluriel on, normalement pronom indéfini de 3e personne du singulier (remplaçable par quelqu'un : on vient = quelqu'un vient). L'emploi de on en remplacement de nous (seulement sujet) est attendu dans les registres courant à vulgaire. Nous, dans un contexte courant devant des interlocuteurs auxquels on n'a pas à témoigner une certaine distance, peut même sembler pédant. Les accords se font au masculin singulier ou, par syllepse, au féminin, au pluriel, etc., selon les cas :
- forme soutenue : nous sommes allé(e)s au cinéma, où Jean nous a retrouvé(e)s ;
- forme courante : on est allé / est allés (syllepse pour le nombre) / est allées (syllepse de nombre et de genre si on renvoie à un groupe de femmes) au cinéma, où Jean nous (remplacement par on non sujet impossible) a retrouvé(e)s.

Dans la langue courante écrite, par correction, on n'emploie normalement pas on en remplacement de nous alors que nous peut être très rarement employé dans les faits. On peut conclure en disant que c'est bien un « singulier de modestie ». L'utilisation d'un terme ou d'une expression normalement à la 3e personne à une autre personne n'est pas rare voire fréquente dans les formes de vouvoiement (cf. espagnol usted, allemand Sie).

#### Usages atypiques en français
On entend parfois, notamment de la part de commerçants, l'usage de la 3e personne du singulier au lieu de la 2e :[réf. nécessaire]
- Qu'est-ce qu’il prendra ? Un petit blanc, comme d'habitude ?
- Ah, si c'est la route de Paris qu’elle cherche, alors faut qu’elle fasse demi-tour.
- […] L'épicier dit : « bonjour il va bien ce matin, qu'est ce qu'il lui fallait ? », alors « il dit » qu'il voudrait des piles. […] Pierre Desproges, « Les Piles » in Textes de scène, Seuil 1997

Cet emploi est généralement ressenti comme très familier, voire impoli, ou encore ironique.
On peut aussi entendre la 1re personne du pluriel (au lieu de vous), suggérant une certaine complicité :
- Alors, Monsieur Martin, comment nous sentons-nous ce matin ?

#### Coréen, japonais et vietnamien
Le coréen, le japonais et le vietnamien (mais pas exclusivement ces langues) partagent tous les trois une particularité importante, celle d'exprimer grammaticalement et lexicalement de manière très précise les rapports sociaux et hiérarchiques, comme si elles possédaient un grand nombre de personnes, chacune renvoyant à un système de respect hiérarchique. En fait, dans ces langues l'expression de la politesse peut remplacer celle de la personne.
Le coréen utilise deux « modes » de politesse et sept registres de langue exprimés grammaticalement (et non seulement lexicalement) permettant de construire pour un verbe donné quatorze paradigmes possibles (tous n'étant pas fréquemment utilisés). Les modes de politesse (neutre ~ poli) concernent ce dont on parle et sont indiqués par un choix lexical (à la manière de l'opposition entre chaussure et godasse), la suffixation (comme pour blond ~ blondasse). À la différence du français, les verbes reçoivent une marque, un infixe -si-, pour passer au mode poli, sans forcément changer de radical (comme vivre ~ vivoter si le principe était systématique) et s'étendent aux verbes et adjectifs, qui reçoivent des marques spécifiques.
Les sept registres, quant à eux, indiquent le respect qu'on témoigne à l'interlocuteur (à l'image de notre vouvoiement). Il est important pour les locuteurs de respecter l'expression grammaticale du point de vue et de la politesse, chaque situation de communication entraînant un mode et un registre particulier (entre inconnus, avec un supérieur, entre collègues, entre amis proches, etc.). Tout écart est connoté et témoigne d'une agression verbale, d'une marque de mépris, de pédantisme (ou d'une erreur si le locuteur est visiblement étranger). Il est cependant possible aux interlocuteurs de changer de mode de politesse en le demandant, de même que les francophones peuvent demander à utiliser le tutoiement mutuel. Les pronoms personnels suivent évidemment le même principe : chaque gradation dans la politesse demande un pronom particulier.
Le japonais suit des principes très proches (double lexique, conjugaisons variant en politesse) et se montre surtout étonnant quant à sa richesse en pronoms personnels. En effet, il en existe tellement, quelle que soit la personne, qu'on peut les considérer comme plus que des pronoms, de véritables noms portant leurs connotations. Chacun de ces noms concerne une personne donnée et indique le point de vue du locuteur, réel ou imposé par les conventions, sur la personne concernée par le pronom, son interlocuteur, lui-même.
Par exemple, pour la seule première personne, « je/moi », on peut compter :
- générique soutenu : 私 (わたし) watashi ;
- locuteur femme donnant d'elle l'image attendue d'une personne charmante, mignonne : あたし atashi, あっし asshi(rare) ou あたい atai (rare) ;
- locuteur âgé : 儂 ou 私 (わし) washi ;
- locuteur homme, registre neutre mais pas assez soutenu dans certains cas : 僕 (ぼく) boku (nom signifiant « serviteur ») ;
- locuteur homme voulant donner de lui une image virile et arrogante : 俺 (おれ) ore.

Employer un terme peu soutenu dans un contexte qui ne s'y prête pas pour parler de soi ne signifie pas que l'on se dénigre mais que l'on dénigre l'interlocuteur[réf. nécessaire].
La gradation dans la politesse s'opère, par exemple, en passant de boku à watashi. S'il faut être encore plus poli, il convient d'éviter les pronoms pour utiliser des périphrases comme 我が社 (わがしゃ) waga sha, « mon humble société » ou 此方 (こちら) kochira, « cette direction (près de moi) ». On fait bien sûr de même avec la seconde personne.

### Nous inclusif / exclusif
La 1re personne du pluriel peut désigner deux groupes différents dans lesquels se trouve le locuteur :
1. un groupe comprenant le locuteur (je), l'interlocuteur (tu) ainsi qu'éventuellement d'autres personnes ;
2. un groupe composé du locuteur et d'autres personnes mais sans l'interlocuteur.

On parle dans le premier cas de « nous inclusif » (il inclut l'interlocuteur), dans le second de « nous exclusif » (il l'exclut). Si le français ne permet pas de distinguer clairement ces deux nous, le mandarin le fait de manière plus ou moins précise avec un premier pronom non marqué, 我們/我们 wǒmen, « nous » et un second plus inclusif, 咱 zán ou 咱們/咱们 zánmen, « nous (et toi) ». On pourra ainsi préciser : 你們是女子﹐ 我們是男人﹐ 咱(們)都是人/你们是女子， 我们是男人， 咱(们)都是人 (Nǐmen shi nǚzi, wǒmen shi nánrén, zánmen dōu shi rén.), soit « Vous êtes des femmes, nous sommes des hommes, (vous et) nous tous sommes des êtres humains ».
D'autres langues et des pidgins suivent ce principe, parmi lesquelles (inclusif ~ exclusif) :
- le guarani : ñande ~ ore ;
- le tagalog : tayo ~ kami ;
- le nuer (langue nilo-saharienne) (transcription API) : [kɔ́ːn] ~ [kɔ̀n]. Ces deux pronoms s'opposent à [kɔːn], forme de duel servant quand seuls le locuteur et son interlocuteur sont concernés ;
- le vietnamien: chúng ta ~ chúng tôi ;
- en tok pisin, le système est similaire : mipela (nous exclusif pluriel : « moi et eux ») ~ mitupela (nous exclusif duel : « moi et lui / elle ») ~ yumitupela (nous inclusif duel : « moi et toi »).
- Le Poular, La langue peule (encore appelée fula, fulfulde ou pulaar) en Afrique de l'Ouest: [en] ~ [men]

### Deuxième personne de généralité
La 2e personne peut être utilisée non pas pour désigner l'interlocuteur, mais pour référer à un individu fictif représentatif d'un groupe ou d'un modèle.
- « Les livres, c'est comme les amis, on ne les choisit pas librement. Ils s'imposent à vous[1]. »